# Nacumi Abe
Nacumi Abe, japonsky 安倍なつみ, Abe Nacumi (* 10. srpna 1981 Muroran) je japonská zpěvačka, modelka, herečka, moderátorka, také hraje v muzikálech a v současné době začíná i v opeře a pracuje také jako DJ v rozhlase. Pochází z japonského ostrova Hokkaidó, kde také má své trvalé bydliště. Bydlí společně s rodiči a sestrou. Její mladší sestra Asami Abe (* 27. února 1985) je také úspěšná herečka a zpěvačka. Přechodné bydlení má ve čtvrti Šibuja v Tokiu. Dne 29. prosince 2015 se provdala za herce Yamazaki Ikusaburo (29 let).[zdroj?]

## Kariéra
Zpívat začala v „první generaci“ Morning Musume založenou producentem Cunku v TV show Asajan. Postupem doby jí bylo svěřováno dominantní postavení ve skupině, takže zpívala velkou část repertoáru. Mezi fanoušky se stala známou jako tvář Morning Musume. Ze skupiny odešla 25. ledna 2004 a pokračovala ve své sólové kariéře. Totiž už v roce 2003 krátce po svých dvaadvacátých narozeninách vydala svůj první singl s názvem 22 Sai no Wataši. I když pracovala sólově, tak při tom ještě působila v dalších skupinách Hello!Projectu, z nichž byla asi „nejhvězdější“ sestava Nočiura Nacumi, která kromě jí samotné čítala další dvě sólové zpěvačky, a to Maki Gotó a Aja Macúra.
Vydání jejího alba roku 2005 bylo zrušeno, včetně singlu Narijamanai Tambourine, které mělo být vydáno v lednu 2005. V únoru 2005 se zapojila zpět do aktivit Hello!Project, a to při turné Nočiura Nacumi.
Roku 2007 si zazpívala po boku současných i bývalých zpěvaček Morning Musume Kaori Ída, Maki Gotó, Risa Nígaki a Koharu Kusumi v písni k desátému výročí Morning Musume, Morning Musume Tandžó 10nen Kinentai.

## Trivia
V roce 2004 zažila svůj první skandál kvůli plagiátorství básní, které vydala ve své knize. Kvůli tomto skandálu si vzala tříměsíční volno. Veřejně se za tento skandál omluvila a vzdala se všech příjmů. 

Druhý skandál se stal 9. října 2007, kdy nedala přednost při vyjíždění a srazila motoristu na skútru. Škoda byla uhrazena, nebyla podána žaloba a nehoda se obešla bez vážného zranění.

## Diskografie
Viz také Morning Musume.

### CD Studiová alba
| #  | Datum vydání      | Název                                            |
| -- | ----------------- | ------------------------------------------------ |
| 1. | 4. únor 2004      | Hitoribočči (一人ぼっち)                         |
| 2. | 29. březen 2006   | 2nd Šimiwataru Omoi (2nd～染みわたる想い～)      |
| 3. | 8. listopad 2006  | Hakudžaden White Lovers (白蛇伝～White Lovers～) |
| 4. | 14. březen 2007   | 25 ~Vingt-Cinq~ (ミニアルバム25～ヴァンサンク～) |
| 5. | 10. prosinec 2008 | ~Best Selection~ 15 Šoku no Nigaoe Tači          |

### CD Singly
| #   | Datum vydání     | Název                                                       |
| --- | ---------------- | ----------------------------------------------------------- |
| 1.  | 13. srpen 2003   | 22 Sai no Wataši (22歳の私)                                 |
| 2.  | 1. červen 2004   | Datte Ikitekanakuča (だって 生きてかなくちゃ)               |
| 3.  | 11. srpen 2004   | Koi no Telephone GOAL (恋のテレフォン GOAL)                 |
| 4.  | 19. květen 2005  | Jume Naraba (夢ならば)                                      |
| 5.  | 31. srpen 2005   | Koi no Hana (恋の花)                                        |
| 6.  | 12. duben 2006   | Sweet Holic (スイートホリック)                              |
| 7.  | 28. červen 2006  | The Stress (ザ・ストレス)                                   |
| 8.  | 4. říjen 2006    | Amasugita Kadžicu (甘すぎた果実)                            |
| 9.  | 9. květen 2007   | Too Far Away ~Onna no Kokoro~ (Too far away ～おんなの心～) |
| 10. | 24. říjen 2007   | Iki o Kasanemašó (息を重ねましょう)                         |
| 11. | 3. prosinec 2008 | Screen (スクリーン)                                         |

### Další nahrávky
| #  | Datum vydání      | Název                                                  |
| -- | ----------------- | ------------------------------------------------------ |
| 1. | 30. duben 2003    | Haha to Musume no Duet Song (母と娘のデュエットソング) |
| 2. | 19. listopad 2003 | Pi~hjara Kóta (ピ～ヒャラ小唄)                         |
| 3. | 30. listopad 2005 | Takaramono (たからもの)                                |
| 4. | 16. leden 2008    | 16sai no Koi Nante (16歳の恋なんて)                    |

### PhotoBooks
| #   | Datum vydání | Název                                                     |
| --- | ------------ | --------------------------------------------------------- |
| 1.  | 1999         | Načči                                                     |
| 2.  | 2001         | Nacumi                                                    |
| 3.  | 2003         | Pocket Morning Musume Volume 2                            |
| 4.  | 2004         | Nacumi Abe in H!P 2004 Summer                             |
| 5.  | 2005         | Nacumi Abe & Berryz Kobo – Hello! Project 2005 Summer     |
| 6.  | 2004         | Deai                                                      |
| 7.  | 2005         | Fu                                                        |
| 8.  | 2005         | Nacumi Abe – Triangle Energy (後浦なつみ Triangle Energy) |
| 9.  | 2005         | Alo Hello! Nacumi Abe                                     |
| 10. | 2006         | Nacumi Abe & v-u-den in H!P 2006 Winter                   |
| 11. | 2006         | ecru                                                      |
| 12. | 2007         | sCene                                                     |
| 13. | 2008         | End of Summer                                             |

### Film
| #  | Datum vydání | Název                                    |
| -- | ------------ | ---------------------------------------- |
| 1. | 2000         | Pinch Runner (ピンチランナー)            |
| 2. | 2002         | Tokkaekko (とっかえっ娘。)               |
| 3. | 2003         | Koinu Dan no Monogatari (子犬ダンの物語) |

### TV Seriály
| #   | Datum vydání | Název |
| --- | ------------ | --- |
| 1.  | 2001         | Aiken Rosinante no Sainan ~Mukai Rjúta no Dóbucu Nikki! (向井荒太の動物日記～愛犬ロシナンテの災難～)                   |
| 2.  | 2001         | Saigo no Nacujasumi (最後の夏休み)                                                                                     |
| 3.  | 2002         | Nurseman (ナースマン)                                                                                                  |
| 4.  | 2002         | Toki wo Kakeru šódžo (時をかける少女)                                                                                  |
| 5.  | 2002         | Šinšun Wide Džidaigeki Mibugišiden~Šinsengumi (新春ワイド時代劇 壬生義士伝～新撰組)                                    |
| 6.  | 2002         | Mikeneko Holmes no Hansaigaku Kóza (三毛猫ホームズの犯罪学講座)                                                        |
| 7.  | 2003         | LAST PRESENT (ラストプレセント)                                                                                        |
| 8.  | 2004         | Koinu no Waltz (仔犬のワルツ)                                                                                          |
| 9.  | 2005         | Takaramono (たからもの)                                                                                                |
| 10. | 2006         | Prison Girl (プリズン・ガール)                                                                                         |
| 11. | 2006         | The Hit Parade ~Geinókai wo Kaeta Otoko, Watanabe Šin Monogatari~ (ザ・ヒットパレード～芸能界を変えた男・渡辺晋物語～) |
| 12. | 2006         | Konjakuša Kara no Išo ~Tokótai ni Sasageta 60nen Ai~ (婚約者からの遺書～特攻隊員に捧げた60年愛～)                      |
| 13. | 2007         | Nacugumo Agare (夏雲あがれ)                                                                                            |

## Další H!P aktivity
| Období působení | Skupina                              |
| --------------- | ------------------------------------ |
| 1997–2004       | Morning Musume                       |
| 2003–2004       | Morning Musume Sakura Gumi           |
| 2005–2006       | DEF.DIVA                             |
| 2004            | Nočiura Nacumi                       |
| 2000            | Kíro 5                               |
| 2001            | 10nin Macuri                         |
| 2002            | Odoru 11                             |
| 2003            | SALT5                                |
| 2004            | Hello Project All Stars              |
| 2007            | Morning Musume Tandžó 10nen Kinentai |